# Дюме (ресторан)

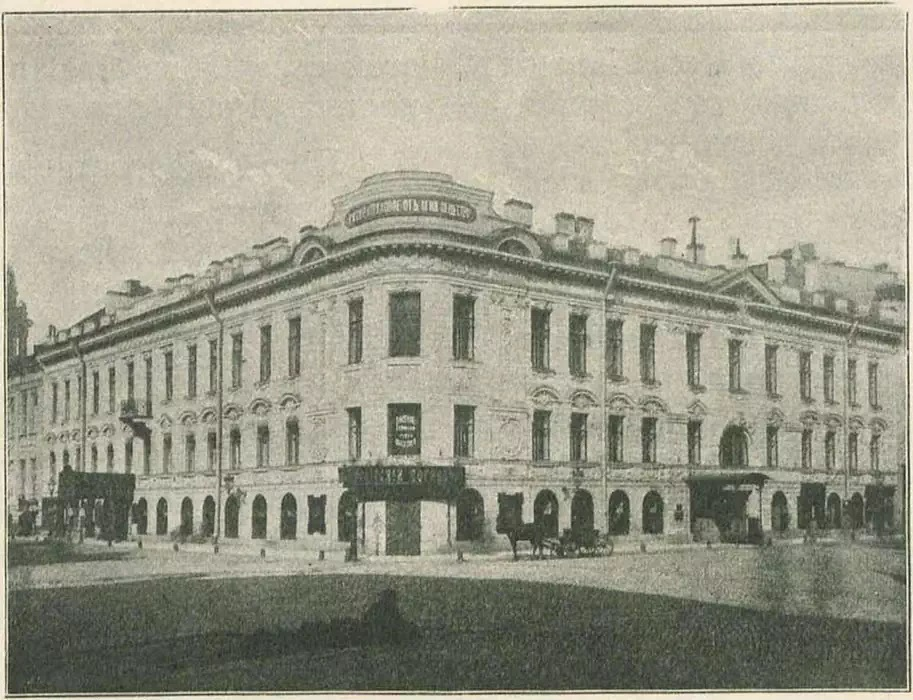
Здание, в котором располагался ресторан

«Дюме» (фр. Dumais) — ресторан французской кухни, располагавшийся в Санкт-Петербурге на углу Малой Морской № 15 и Гороховой улиц № 7. В начале XIX века здесь уже располагалось трёхэтажное здание с закруглённым углом, в котором в начале 1820-х годов был открыт трактир французским пленным и бывшим наполеоновским интендантом Андрие. Ресторан «Андрие» приобрёл славу среди высших кругов Петербурга. Накопив средства, Андрие покинул Петербург в 1829 году и продал трактир своему соотечественнику Дюме. При нём трактир или уже ресторан приобрёл ещё большую известность. После смерти Дюме в 1840 году рестораном какое-то время управляла его вдова. Ресторан закрылся в 1840-е годы. Следующие 40 лет здесь располагалась лавка фруктов и овощей. Здание, в котором размещался ресторан, в 1912 году было надстроено 4-м и 5-м этажами.
«Дюме» приобрёл репутацию одних из лучших ресторанов с лучшими и относительно дешёвыми обедами в Петербурге. В заведении подавали излюбленные у российской знати кушанья и напитки, например, пунш и шампанское. Популярным был десерт «Четверо нищих» из миндаля, орехов, инжира и изюма. Табльдот подавали в 16.00, в 1830-е годы появилась возможность заказывать меню в другое время и обедать в отдельных комнатах.

Кулон, Фельет брегов Невы

В углу Морской кормилец старый,

Вот петербургский Бовилье

Шестирублёвый друг Дюме
— Владимир Филимонов
«Дюме» любила посещать дворянская молодёжь, представители денди, в том числе Александр Сергеевич Пушкин, здесь поэт познакомился с Дантесом. «Дюме» приобрёл репутацию заведения для холостяков. Уже женатый Пушкин писал, как, посещая ресторан, прятался в отдельных комнатах, чтобы не сталкиваться с «холостыми шайками». Ресторан посещали, помимо Пушкина, многие другие литераторы, например Бестужев-Марлинский, Веневитинов, Вяземский, Сергей Львович Пушкин. Здесь обедали представители благородного рода Вульфов, барон Дельвиг, высшие чиновники, иностранные министры. Здесь был устроен торжественный обед в честь новоселья книжной лавки Смирдина. В ресторане также устроила торжественный обед Анна Керн: в то время как посещение женщинами ресторанов без сопровождения семьи считалось недопустимым, в «Дюме» эти «правила» могли нарушаться.